# エスタディオ・ヌエボ・コロンビーノ
エスタディオ・ヌエボ・コロンビーノ（Estadio Nuevo Colombino）は、スペイン・ウエルバにあるサッカー専用スタジアム。レクレアティーボ・ウェルバのホームスタジアムである。収容人数は21,670人。2001年まではエスタディオ・コロンビーノが使用されていた。

## 概要
ウエルバ市東部を流れるオディエル川に面しており、スタジアムを含む地域全体の再開発事業の一端としてこのスタジアムは建設された。2001年11月8日、イングランドのニューカッスル・ユナイテッドFCを招待して行われた親善試合でこけら落としとなり、5日後にはスペイン代表対メキシコ代表の国際Aマッチも開催された。
ピッチを取り囲むように2層構造のスタンドが付設されており、VIP席などがある西スタンドは3層構造かつ唯一屋根で覆われている。

## 開催された主な試合
- 国際Aマッチ

| 日付           | ホームチーム | 結果 | アウェーチーム | ラウンド |
| -------------- | ------------ | ---- | -------------- | -------- |
| 2001年11月14日 | スペイン     | 1-0  | メキシコ       | 親善試合 |
| 2008年5月31日  | スペイン     | 2-1  | ペルー         | 親善試合 |
| 2014年11月15日 | スペイン     | 3-0  | ベラルーシ     | 親善試合 |